# Åhus socken
Åhus socken i Skåne ingick i Villands härad, ombildades 1952 till Åhus köping och området ingår sedan 1971 i Kristianstads kommun och motsvarar från 2016 Åhus distrikt.
Socknens areal var 75,05 kvadratkilometer varav 71,02 land (avser köpingen efter inkorporering av socknen). År 2000 fanns här 9 980 invånare. Tätorten Yngsjö samt tätorten Åhus med Sankta Maria kyrka ligger i socknen.

## Administrativ historik
Socknen bildades 4 januari 1618 när Åhus stad upplösts och Älleköpinge socken sammanlades med det tidigare stadsområdet.
Vid kommunreformen 1862 övergick socknens ansvar för de kyrkliga frågorna till Åhus församling och för de borgerliga frågorna bildades Åhus landskommun. 1905 utbröts Åhus köping dit ytterligare en del överfördes 1929. Den kvarvarande landskommunen uppgick 1952 i Åhus köping som 1971 uppgick i Kristianstads kommun.
1 januari 2016 inrättades distriktet Åhus, med samma omfattning som församlingen hade 1999/2000.  
Socknen har tillhört län, fögderier, tingslag och domsagor enligt vad som beskrivs i artikeln Villands härad. De indelta soldaterna tillhörde Norra skånska infanteriregementet, Gärds kompani och Skånska dragonregementet, Christianstads skvadron, Majorns kompani.

## Geografi
Åhus socken ligger söder om Kristianstad kring Helge å med Hammarsjön i nordväst och Hanöbukten i öster. Socknen är en odlad slättbygd.

## Fornlämningar
Från stenåldern finns drygt 60 boplatser. Från bronsåldern finns gravhögar och resta stenar. Från järnåldern finns boplatser.

## Namnet
Namnet skrevs 1286 Aos och kommer från den kyrkbyn och innehåller a, 'å' och os, 'mynning'..